# Сунди
Сундите са народ, населяващ западните и южни части на остров Ява. Те съставляват 15,4% от населението на Индонезия и са втора по численост етническа група в страната.